# Sud-oest dels Estats Units

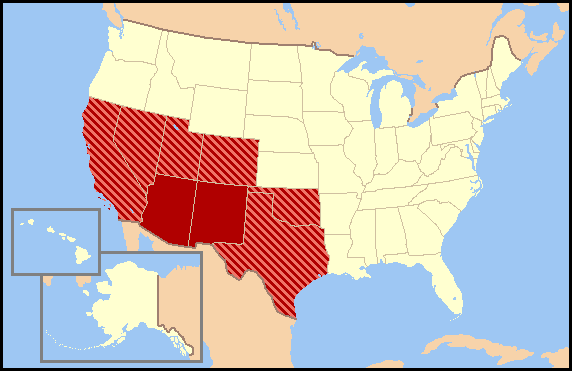
Les definicions regionals varien de font a font. Els estats que es mostren en color més fosc se solen incloure sempre, mentre que els estats ratllats poden considerar-se o no part del Sud-oest dels Estats Units.

El Sud-oest dels Estats Units o els Estats Units del Sud-oest són una regió de l'oest dels Estats Units, més calorosos que els estats del nord i més secs que els estats de l'est. La seva població es reparteix de manera menys densa que a les zones veïnes (fins i tot les seves ciutats tenen una densitat de població relativament baixa). Els estats que formen part del Sud-oest d'acord amb la definició més àmplia són Arizona, Califòrnia, Colorado, Nevada, Nou Mèxic, Utah, Oklahoma i Texas.
La majoria de les fonts sempre inclouen a Nou Mèxic i Arizona, però sovint també és l'oest de Texas, el sud de Nevada, Utah i Colorado, l'oest d'Oklahoma, i el sud de Califòrnia.

## Característiques
La densitat de població de la regió és inferior a tres persones per milla quadrada. En el Sud-oest es troben algunes de les grans ciutats i àrees metropolitanes del país, malgrat la baixa densitat de població de la regió. Phoenix (Arizona), Los Angeles, Dallas, San Antonio, San Diego, San Jose i Houston, totes se situen entre les deu més grans ciutats al país. Fort Worth i Austin estan entre les primeres 20. Molts dels estats d'aquesta regió, com Nevada, Arizona i Nou Mèxic, han estat testimonis d'algunes de les més alts volums de creixement de la població dels Estats Units. Les zones urbanes d'aquesta regió, com Las Vegas, Phoenix i Albuquerque són algunes de les ciutats de més ràpid creixement al país.
Molts dels estats d'aquesta regió, com Nevada, Arizona i Nou Mèxic, han estat testimonis d'algunes de les més alts volums de creixement de la població dels Estats Units. Les zones urbanes d'aquesta regió, com Las Vegas, Phoenix i Albuquerque són algunes de les ciutats de més ràpid creixement al país.
La major ciutat del Sud-oest dels Estats Units és Los Angeles (que també és la 2a major de la nació), però si ens cenyim només als estats que sempre se solen incloure, el lloc passa a Phoenix (Arizona). Moltes àrees urbanes d'aquesta regió (p. ex. Las Vegas) han presenciat el creixement demogràfic més elevat dels Estats Units al llarg de l'última dècada.
Una de les principals característiques del Sud-oest és que la major part del seu territori va ser part del Virregnat de Nova Espanya, en l'Imperi Espanyol, en l'edat Moderna. Califòrnia, Arizona, Nevada, Utah, Nou Mèxic, Colorado, parts de Wyoming, Oklahoma i Kansas foren part de Mèxic abans de la intervenció nord-americana a Mèxic.

Viregnat de Nova Espanya en 1819.

Actualment, la presència hispana en el Sud-oest dels Estats Units és la més important del país amb uns 28.768.727 habitants d'origen hispà dels 85.095.696 habitants de la regió en la seva definició àmplia. Això suposa que el 34% de la població de la regió és d'origen hispà segons dades del cens de l'any 2010.

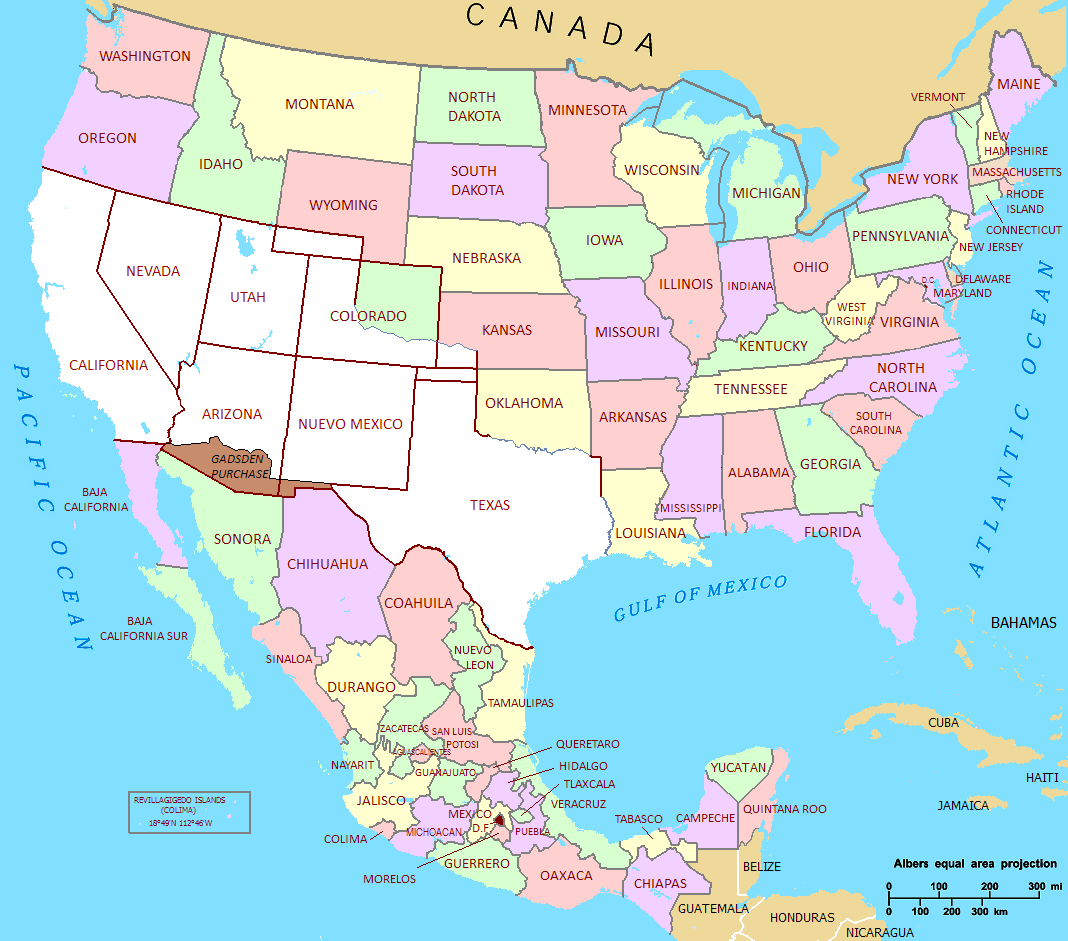
Tractat de Guadalupe Hidalgo. Territori perdut per Mèxic en blanc i marró.

## Història

### Colonització europea
Els primers europeus a explorar i colonitzar l'actual sud-oest nord-americà van ser els espanyols. Amb la creació del virregnat de Nova Espanya, el virrei Antonio de Mendoza va iniciar la labor encomanada pel rei d'Espanya per a l'exploració dels nous territoris adquirits. És així com se li encarrega a Francisco Vázquez de Coronado l'exploració de l'actual sud-oest nord-americà en entre l'any 1540 a 1542. També, es va encomanar a Juan Rodríguez Cabrillo realitzar la primera exploració de l'oceà Pacífic al llarg de la costa de província de las Californias entre 1542–1543. Embarcaren en l'actual Baixa Califòrnia (Vella Califòrnia) cap al que va denominar Nova Califòrnia, per la qual cosa es va convertir en el primer europeu en visita l'actual estat de Califòrnia. Una vegada es va aconseguir controlar aquests territoris, van passar a formar part del Virregnat de Nova Espanya.

## Demografia
Si bé el sud-oest és ètnicament divers, es caracteritza per la predominança de dos grups, els angloamericans i els hispanoamericans, amb petits grups d'afroamericans, asiàtics i indígenes americans.

### Hispanoamericans
Els hispanoamericans, principalment composta per persones d'ascendencia chicana i espanyola tenen alts percentatges en gairebé totes les ciutats del sud-oest, entre elles Phoenix (43%), Tucson (41%), Las Vegas (32%), North Las Vegas (38%), Reno (22%), Denver (32%), Colorado Springs (16%), El Paso (80%), Albuquerque (47%), Provo (15,2%), Aurora (29%), Salt Lake City (22%), San Antonio (61%), Austin (35%), Fort Worth (34%), Dallas (43%), Houston (44%), Corpus Christi (60%), Laredo (95%), Los Angeles (49%), San Diego (29%), San José (33), San Francisco (15%), Oklahoma City (17%), Fresno (47%), Sacramento (23%), Long Beach (41%), Oakland (25%), Bakersfield (46%), Anaheim (53%), Santa Ana (78%), Riverside (49%), Stocktom (40%), Chula Vista (58%), San Bernardino (60%), Modesto (36%), Fontana (67%), Moreno Valley (54%)
També es poden trobar poblacions hispans importants a ciutats petites com Flagstaff (18%), Yuma (55%), Mesa (27%), Las Cruces (56%), Santa Fe (48%), Farmington (22%), Roswell (51%), Alamogordo (32%), Chandler (22%) Pueblo (48%), Greeley (35%), Longmont (25%), Brighton (41%), Carson City (20%), Rancho Cucamonga (35%), Salinas (75%), Pomona (71%), Escondido (49%), Pasadena (34%), McAllen (77%), Amarillo (27%), Lubbock (31%), Midland (37%), Santa Clarita (30%), Brownsville (93%) i Odessa (47%). Molts pobles en tot el sud-est també posseeixen poblacions significatives d'hispanoamericans.

### Principals ciutats i àrees metropolitanes
| Rang | Ciutat           | Estat     | Població  | Població metropolitana |
| ---- | ---------------- | --------- | --------- | ---------------------- |
| 1    | Phoenix          | Arizona   | 1,488,750 | 4,329,534              |
| 2    | El Paso          | Texas     | 673       | 1,045,180              |
| 3    | Denver           | Colorado  | 634       | 3,214,218              |
| 4    | Las Vegas        | Nevada    | 596       | 2,247,056              |
| 5    | Albuquerque      | Nou Mèxic | 555       | 1,162,777              |
| 6    | Tucson           | Arizona   | 524       | 1,039,697              |
| 7    | Mesa             | Arizona   | 439       | 4,329,534              |
| 8    | Colorado Springs | Colorado  | 432       | 668                    |
| 9    | Aurora           | Colorado  | 340       | 3,214,218              |
| 10   | Henderson        | Nevada    | 266       | 2,247,056              |

## Galeria d'imatges

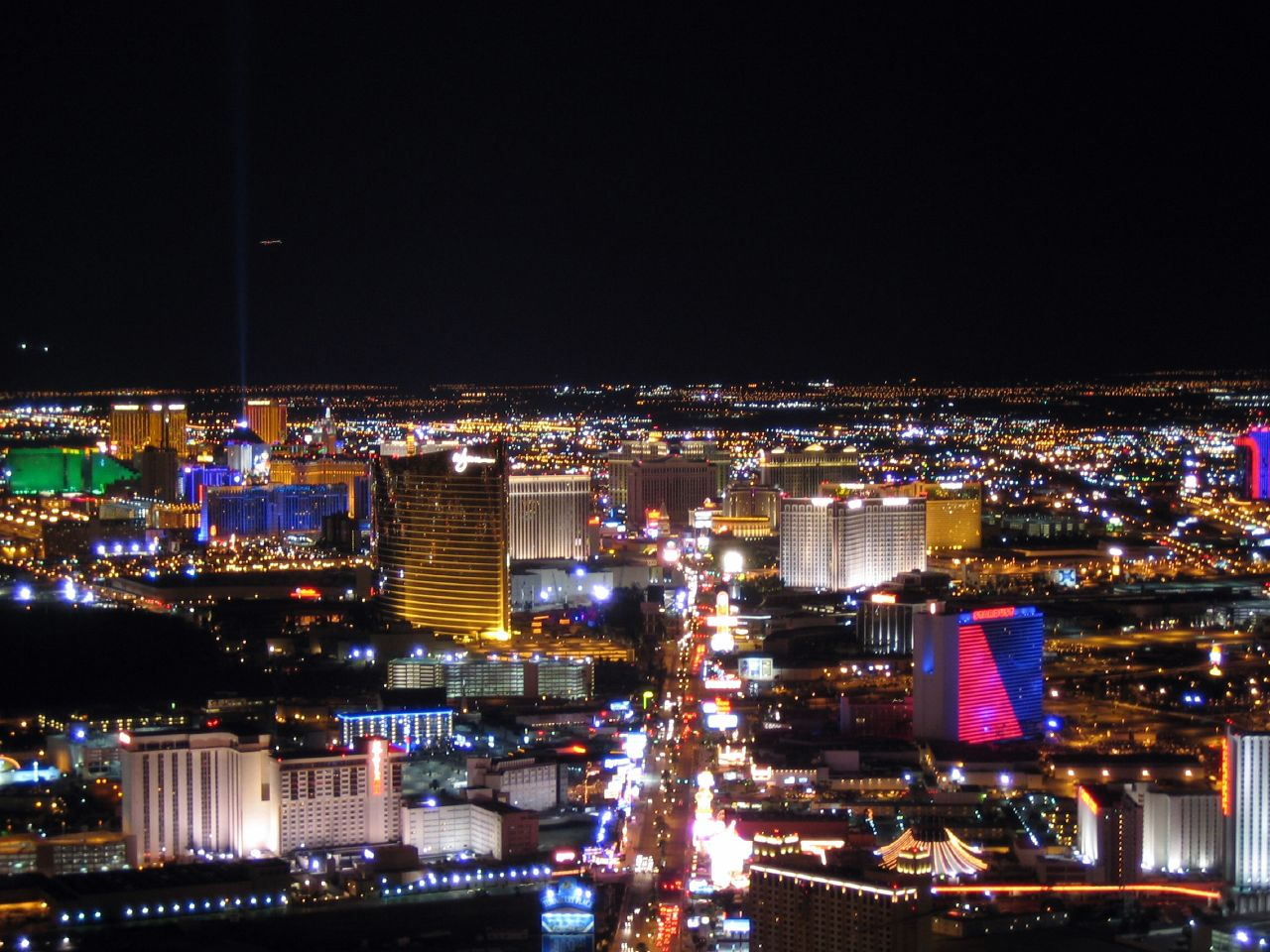
Las Vegas, Nevada.
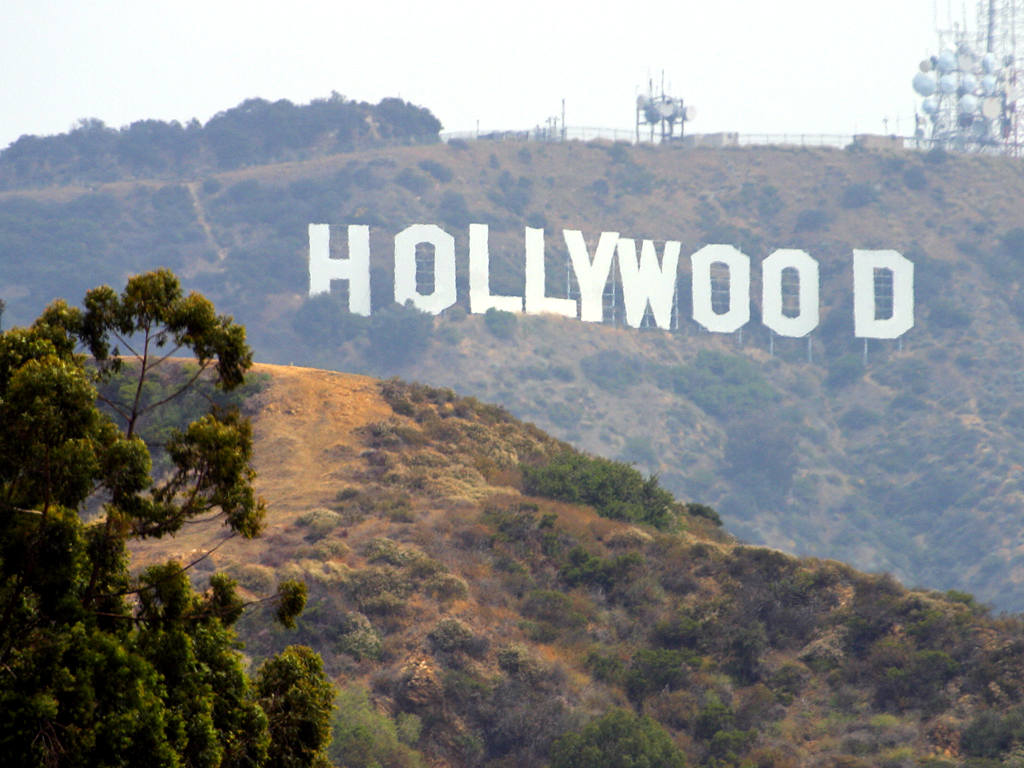
Los Angeles, Califòrnia
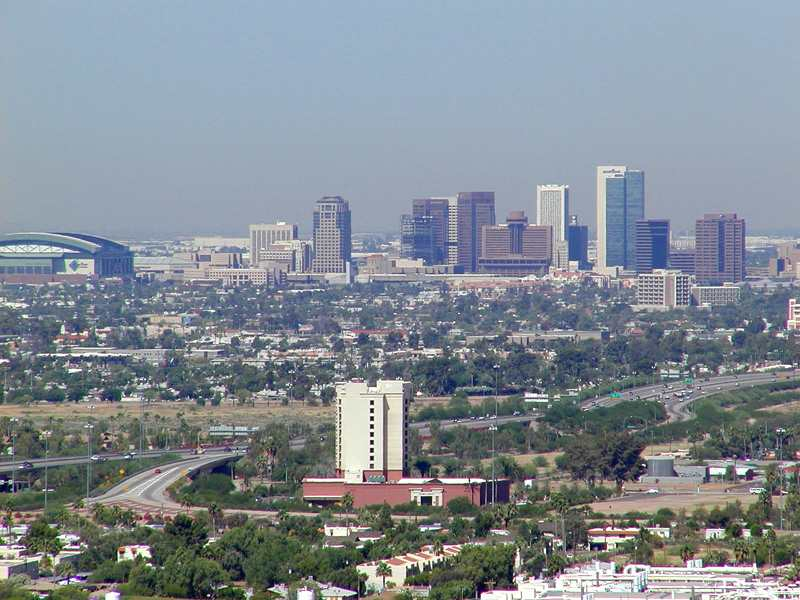
Phoenix (Arizona)
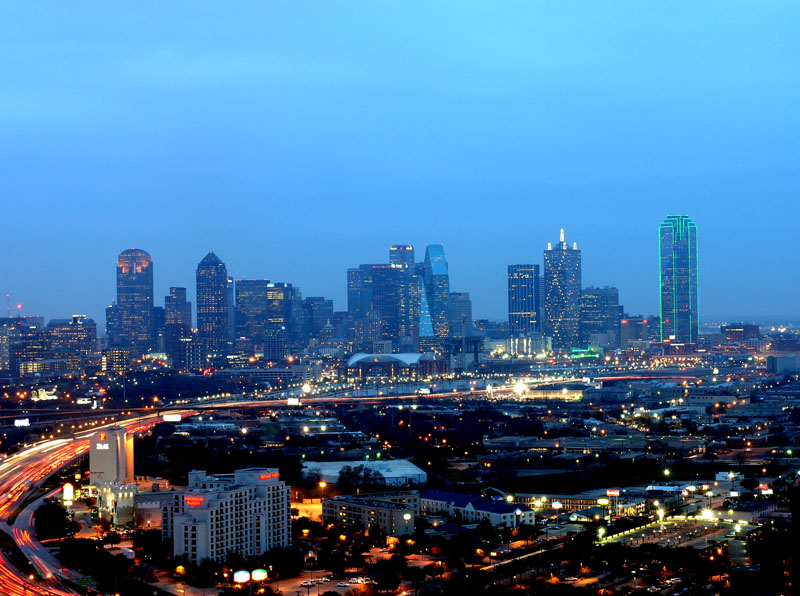
Dallas, Texas
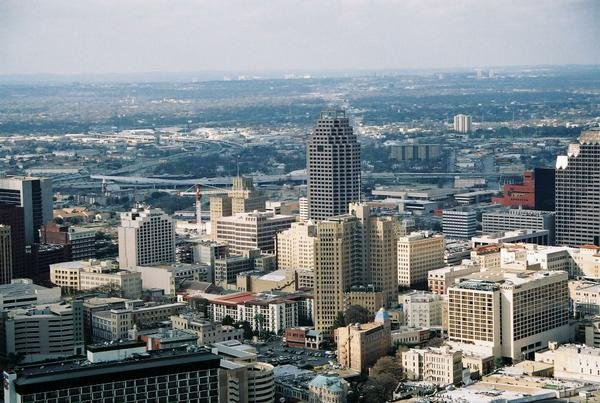
San Antonio, Texas
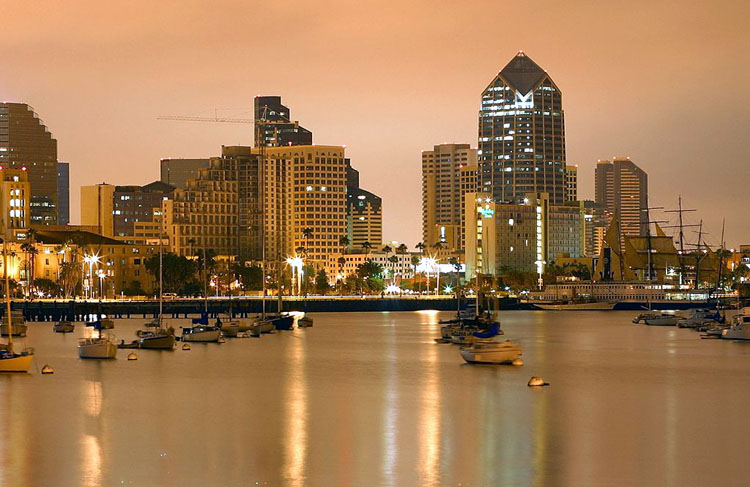
San Diego, Califòrnia
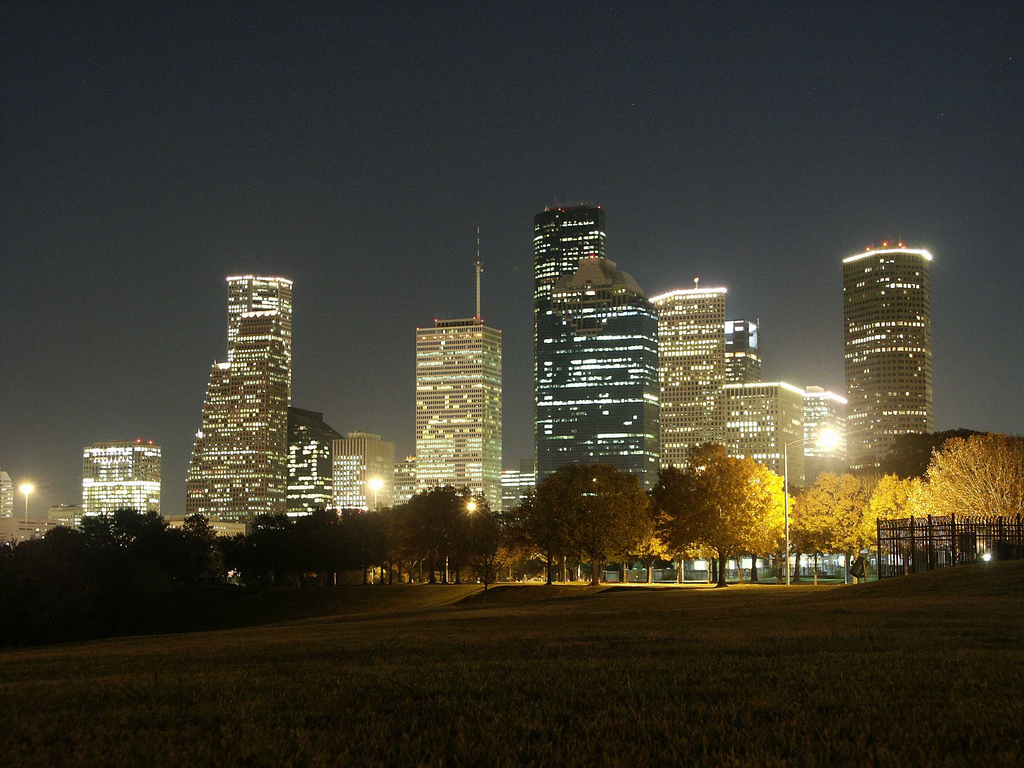
Houston, Texas
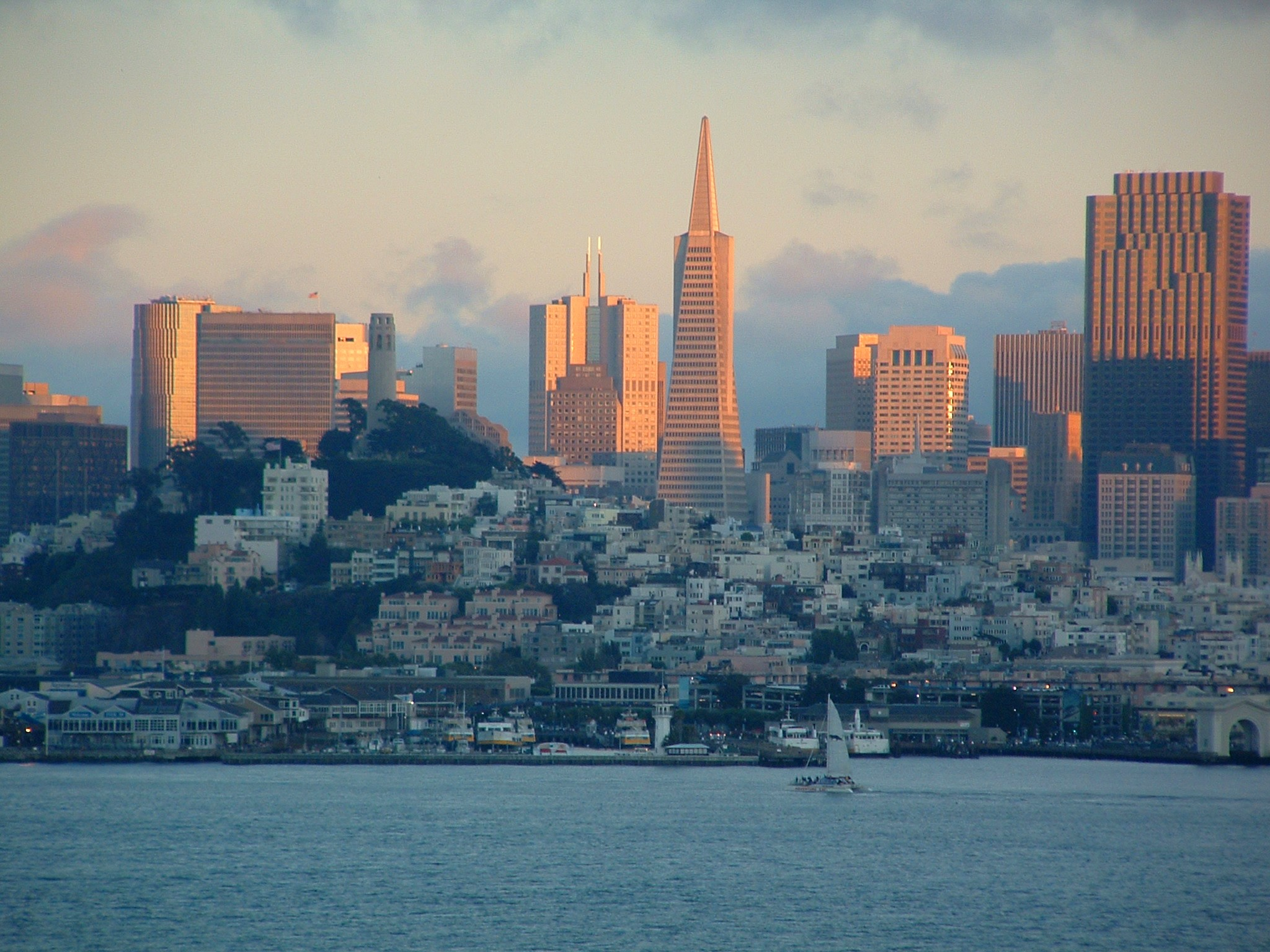
San Francisco, Califòrnia
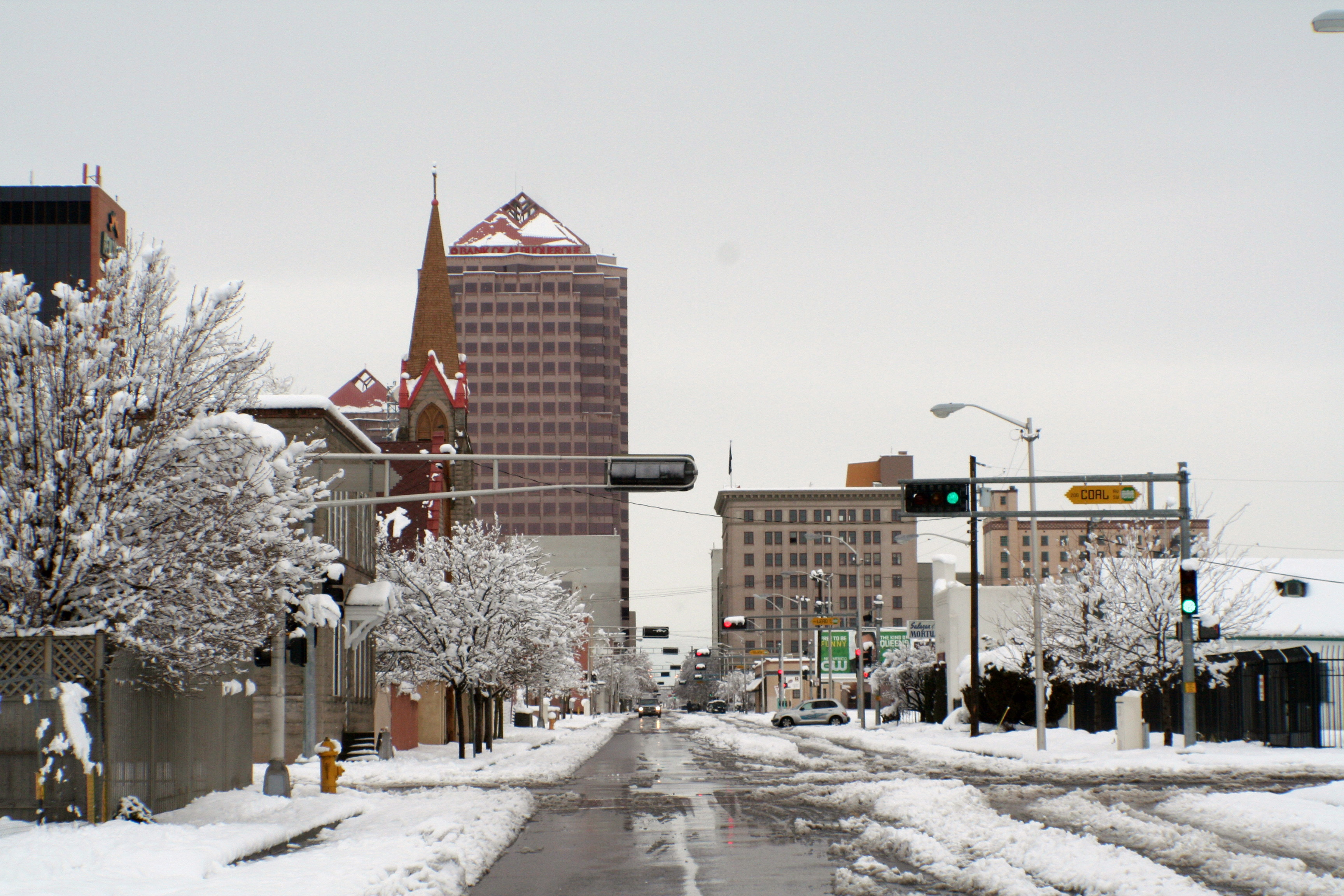
Albuquerque, Nou Mèxic
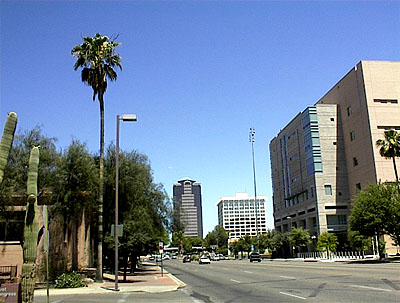
Tucson, Arizona
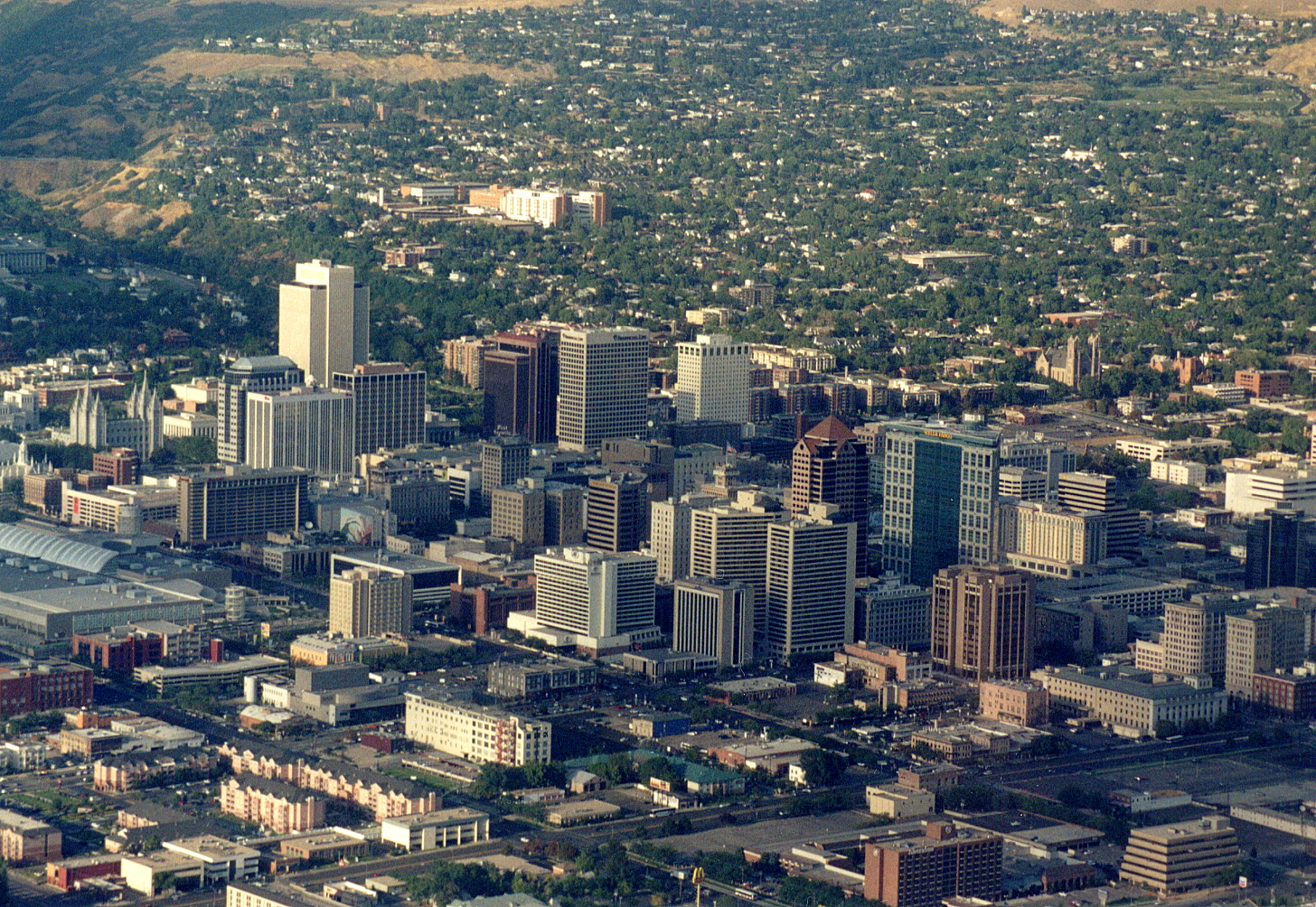
Salt Lake City, Utah
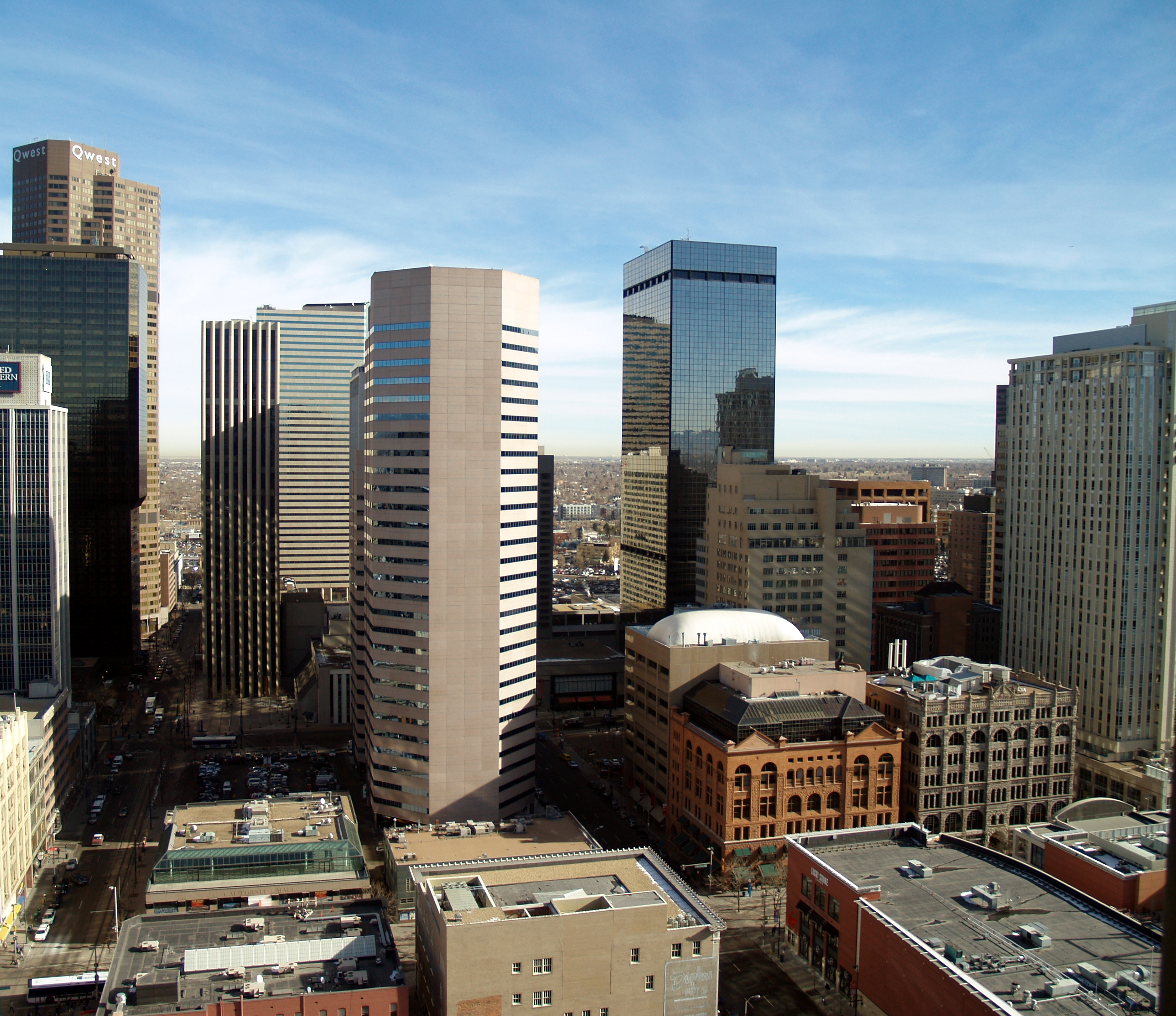
Denver, Colorado

## Política als Estats del Sud-oest
| Vots a les eleccions presidencials als estats del Sud-oest des de 1952 |            |            |            |            |            |            |            |            |
| Any                                                                    | Arizona    | Califòrnia | Colorado   | Nevada     | Nou Mèxic  | Oklahoma   | Texas      | Utah       |
| 1952                                                                   | Eisenhower | Eisenhower | Eisenhower | Eisenhower | Eisenhower | Eisenhower | Eisenhower | Eisenhower |
| 1956                                                                   | Εisenhower | Eisenhower | Eisenhower | Eisenhower | Eisenhower | Eisenhower | Eisenhower | Eisenhower |
| 1960                                                                   | Nixon      | Nixon      | Nixon      | Kennedy    | Kennedy    | Nixon      | Kennedy    | Nixon      |
| 1964                                                                   | Goldwater  | Johnson    | Johnson    | Johnson    | Johnson    | Johnson    | Johnson    | Johnson    |
| 1968                                                                   | Nixon      | Nixon      | Nixon      | Nixon      | Nixon      | Nixon      | Humphrey   | Nixon      |
| 1972                                                                   | Nixon      | Nixon      | Nixon      | Nixon      | Nixon      | Nixon      | Nixon      | Nixon      |
| 1976                                                                   | Ford       | Ford       | Ford       | Ford       | Ford       | Ford       | Carter     | Ford       |
| 1980                                                                   | Reagan     | Reagan     | Reagan     | Reagan     | Reagan     | Reagan     | Reagan     | Reagan     |
| 1984                                                                   | Reagan     | Reagan     | Reagan     | Reagan     | Reagan     | Reagan     | Reagan     | Reagan     |
| 1988                                                                   | Bush       | Bush       | Bush       | Bush       | Bush       | Bush       | Bush       | Bush       |
| 1992                                                                   | Bush       | Clinton    | Clinton    | Clinton    | Clinton    | Bush       | Bush       | Bush       |
| 1996                                                                   | Clinton    | Clinton    | Dole       | Clinton    | Clinton    | Dole       | Dole       | Dole       |
| 2000                                                                   | Bush       | Gore       | Bush       | Bush       | Gore       | Bush       | Bush       | Bush       |
| 2004                                                                   | Bush       | Kerry      | Bush       | Bush       | Bush       | Bush       | Bush       | Bush       |
| 2008                                                                   | McCain     | Obama      | Obama      | Obama      | Obama      | McCain     | McCain     | McCain     |
| 2012                                                                   | Romney     | Obama      | Obama      | Obama      | Obama      | Romney     | Romney     | Romney     |